# 17950 Гровер
17950 Гровер (17950 Grover) — астероїд головного поясу, відкритий 10 травня 1999 року.
Тіссеранів параметр щодо Юпітера — 3,541.